# Castelo de Santo Estêvão
O Castelo de Santo Estêvão localiza-se na freguesia e vila de Santo Estêvão, município de Chaves, distrito de Vila Real, em Portugal.
Localiza-se em posição dominante sobre a povoação, a pouca distância do curso do rio Tâmega e da fronteira com a Espanha.
O Castelo de Santo Estêvão está classificado como Monumento Nacional desde 1939.

## História

### Antecedentes
A primitiva ocupação humana de seu sítio remonta à pré-história, conforme testemunhos arqueológicos identificados na região.

### O castelo medieval
À época da Reconquista cristã da Península Ibérica, os domínios de Chaves (Aquae Flaviae) e de Santo Estevão integraram o dote de Teresa de Leão e Castela quando desposou o conde D. Henrique de Borgonha (1093), vindo a fazer parte do Condado Portucalense.
Em 1129, os domínios de Chaves e de Santo Estevão foram retomados por forças Muçulmanas, sendo recuperados por Rui e Garcia Lopes (1160), dois irmãos cavaleiros que ofereceram os seus serviços a D. Afonso Henriques (1112-1185). A edificação do Castelo de Santo Estevão teria sido iniciada nessa época, para ser concluída no reinado de seu filho e sucessor, D. Sancho I (1185-1211). Aqui se celebraram as núpcias da infanta D. Teresa, filha de D. Sancho I, com Afonso IX de Leão, e neste castelo viveram as outras filhas de D. Sancho I: D. Mafalda, D. Sancha e seu filho, o infante D. Afonso que veio a suceder ao seu pai no trono.
Tendo os domínios de Chaves sido conquistados por Afonso IX de Leão e Castela (1221), o Castelo de Santo Estevão também o foi, permanecendo como penhor do litígio entre os soberanos de Castela e Portugal até à solução do conflito, no Sabugal, em 1231.
Durante o reinado de D. Afonso III (1248-1279), neste castelo se celebraram as segundas núpcias do soberano, com D. Beatriz, filha ilegítima de Afonso X de Castela (1253). As habitações da vila foram adaptadas para servir como alcáçova para receber os noivos, que aqui passaram a residir. O soberano concedeu Carta de Foral à povoação (15 de Maio de 1258), criando o Concelho de Santo Estevão de Chaves, época em que se iniciou a reconstrução do castelo.
O seu filho e sucessor, D. Dinis (1279-1325), veio ao castelo esperar a noiva, D. Isabel, filha de D. Pedro III de Aragão. Nessa altura, esta fortaleza pertencia a seu irmão Martim Afonso, o "Chichorro".
Posteriormente, durante a crise de 1383-1385 as forças de D. João I (1385-1433) acampam na vila de Santo Estêvão preparando-se para o assalto a Chaves, cujo alcaide, Martim Gonçalves de Ataíde, tinha jurado fidelidade a Castela. Reza a tradição que o soberano aqui teria retornado com suas tropas, na noite de Natal de 1423.

### Da Guerra da Restauração aos nossos dias
Durante a Guerra da Restauração, em 1666, o castelo foi tomado pelas tropas do general Baltazar Rojas Pantoja, vice-rei e governador das Armas da Galiza, que trucidaram a sua reduzida guarnição, saqueando e incendiando a vila. As suas forças dirigiram-se em seguida para o Castelo de Monforte de Rio Livre, sendo, porém, batidas por tropas cavalarianas portuguesas sob o comando do general Francisco de Távora, com o auxílio de forças sob o comando do conde de Alvor.
Após esses acontecimentos, as dependências do castelo medieval foram abandonadas, tendo sido, posteriormente, adaptadas a residência paroquial. Foi ainda casa do povo, centro médico e local de ensaios do rancho da terra. Até que o estado de degradação obrigou a fechar as portas do castelo, estando fechado e em risco de ruir.

## Classificação
Encontra-se classificado como Monumento Nacional por Decreto publicado em 16 de Maio de 1939. Mais recentemente, passou por intervenção de consolidação e restauro a cargo do poder público português.

## Características
Do antigo castelo, resta a sólida torre de menagem ameada, de planta quadrangular, em aparelho de granito, com dois pavimentos.
Junto ao castelo ergue-se a Igreja Matriz, com uma só nave.